# Otwarty konkurs ofert
Uwaga! Ten artykuł opisuje nieaktualny stan prawny. Jeśli możesz, popraw treść na podstawie najświeższych informacji.
 Po wyeliminowaniu niedoskonałości należy usunąć szablon [[Szablon:Dopracować|]] z tego artykułu.
Otwarty konkurs ofert na realizację zadań publicznych – zasady jego ogłaszania szczegółowo reguluje ustawa o działalności pożytku publicznego i wolontariacie z dnia 24 kwietnia 2003 r., która nakłada na organy administracji publicznej obowiązek współpracy z organizacjami pozarządowymi w sferze zadań publicznych określonych w art. 4 wyżej wymienionej ustawy.
Realizacja zadań publicznych może odbywać się poprzez powierzenie realizacji zadania, w ramach czego organ w całości finansuje zlecone zadanie lub wsparcie (dofinansowanie) jego wykonania przez organizacje pozarządowe prowadzące działalność statutową w dziedzinie objętej tematyką konkursu ofert.
Organ administracji publicznej ogłasza otwarty konkurs ofert z co najmniej 21-dniowym wyprzedzeniem, ogłoszenie otwartego konkursu ofert zgodnie z art. 13 pkt. 2 powinno zawierać informacje o:
- rodzaju zadania
- wysokości środków publicznych przeznaczonych na realizację tego zadania
- zasadach przyznawania dotacji
- terminie i warunkach realizacji zadania
- terminie składania ofert, terminie
- trybie i kryteriach stosowanych przy dokonywaniu wyboru oferty
- kosztach realizacji zadania w roku poprzednim.

Ogłoszenie należy zamieścić w dzienniku o zasięgu ogólnopolskim lub lokalnym, w siedzibie organu administracji publicznej oraz Biuletynie Informacji Publicznej.
Otwarty konkurs ofert na realizacje zadań publicznych kończący się wyłonieniem wykonawcy to pierwszy z etapów zlecania zadań publicznych. Do następnych należą: zawarcie umowy o wykonawstwo zadania i realizacja tej umowy, finansowanie zadania dotacją budżetową, kontrola administracyjna w trakcie trwania umowy oraz sprawozdanie końcowe z realizacji zadania i rozliczenie się z dotacji.
Jedną z zasad współpracy organów administracji publicznej z organizacjami pozarządowymi, oprócz zasady pomocniczości, suwerenności, partnerstwa, efektywności i jawności jest zasada uczciwej konkurencji. Wyrazem tej zasady była właśnie procedura otwartego konkursu ofert, znajdująca odzwierciedlenie także w art. 33 uchylonej ustawy o finansach publicznych z dnia 30 czerwca 2005 r), według której każdemu przysługiwało prawo ubiegania się o realizacje zadań finansowanych ze środków publicznych a podmiot wnioskujący o ich przyznanie musiał przedstawić ofertę zgodną z zasadami uczciwej konkurencji, a zarazem gwarantującą wykonanie zadania w sposób efektywny i oszczędny.